# Svetovno prvenstvo v nogometu 2018 - kvalifikacije (CAF)
Azijske kvalifikcije za Svetovno prvenstvo v nogometu 2018 v Rusiji je nogometni turnir za reprezentance, ki so članice Afriške nogometne konfederacije (CAF). Skupno se 5 reprezentanc uvrsti na svetovno prvenstvo.
Izvršni odbor CAF je obliko kvalifikacij za svetovno prvenstvo 2018 odobril 14. januarja 2015.

## Format
Kvalifikacije so sestavljene iz treh krogov:
- Prvi krog: 26 ekip (uvrščene na lestvici od 28–53) igrajo dve tekmi, eno doma, eno v gosteh. Trinajst zmagovalcev napreduje v drugi krog.
- Drugi krog: 40 ekip (uvrščenih na lestvici od 1–27 in 13 zmagovalcev prvega kroga) igrajo dve tekmi, eno doma in eno v gosteh. Dvajset zmagovalcev se uvrsti v tretji krog.
- Tretji krog: 20 ekip, ki so napredovali iz drugega kroga je razdeljenih v pet skupin po štiri ekip, igrajo po dve tekmi z vsako ekipo v skupini. Zmagovalci vsake skupine se kvalificirajo na Svetovno prvenstvo v nogometu 2018.

## Udeleženci
Vseh 54 reprezentanc CAF in članic FIFE je začelo kvalifikacije. Vendar pa je bila nogometna reprezentanca Zimbabve izključena iz tekmovanja 12. marca 2015, zaradi neplačane odpravnine nekdanjemu trenerju Joséju Claudineiju. Na to odločitev se je nogometna zveza Zimbabve pritožila, a bila neuspešna.
Za razvrstitev ekip v prvih dveh krogih, ki so bila žrebana v Rusiji 25. julija 2015, je bila uporabljena FIFA lestvica – julij 2015 (razvrstitev ekip na lestvici je razviden v oklepaju v spodnji tabeli).

| Začnejo v drugem krogu (rangirane od 1. do 27. mesta) | Tekmujejo v prvem krogu (rangirane od 28. do 53. mesta) |
| --- | --- |
| 1. Alžirija (19) 2. Slonokoščena obala (21) 3. Gana (25) 4. Tunizija (32) 5. Senegal (39) 6. Kamerun (42) 7. Kongo (47) 8. Zelenortski otoki (52) 9. Egipt (55) 10. Nigerija (57) 11. Gvineja (58) 12. DR Kongo (60) 13. Mali (61) 14. Ekvatorialna Gvineja (63) 15. Gabon (65) 16. Južna Afrika (70) 17. Zambija (71) 18. Burkina Faso (72) 19. Uganda (73) 20. Ruanda (78) 21. Togo (83) 22. Maroko (84) 23. Sudan (90) 24. Angola (92) 25. Mozambik (95) 26. Benin (96) 27. Libija (96) | 28. Niger (96) 29. Etiopija (101) 30. Malavi (108) 31. Sierra Leone (111) 32. Namibija (112) 33. Kenija (114) 34. Bocvana (120) 35. Madagaskar (122) 36. Mavretanija (128) 37. Burundi (131) 38. Lesoto (131) 39. Gvineja Bissau (133) 40. Esvatini (138) 41. Tanzanija (139) 42. Gambija (143) 43. Liberija (161) 44. Srednjeafriška republika (170) 45. Čad (173) 46. Mavricij (180) 47. Sejšeli (186) 48. Komori (187) 49. Sveti Tomaž in Princ (189) 50. Južni Sudan (195) 51. Eritreja (204) 52. Somalija (205) 53. Džibuti (207) |

Opomba: Niger, Benin in Libija si delijo isto uvrstitev na FIFA lestvici, glede na celo število točk. Ampak po podrobnejšem številu točk, pa ima Niger (345.31) nižjo število točk, kot Benin (345.46) in Libija (345.35), zato Niger tekmuje že v prvem krogu.

## Razpored
Razpored tekmovanja je opredeljen spodaj:
| Krog       | Tekma       | Datum                |
| ---------- | ----------- | -------------------- |
| Prvi krog  | Prva tekma  | 5.–13. oktober 2015  |
| Prvi krog  | Druga tekma | 5.–13. oktober 2015  |
| Drugi krog | Prva tekma  | 9.–17. november 2015 |
| Drugi krog | Druga tekma | 9.–17. november 2015 |

| Krog        | Tekma   | Datum                          |
| ----------- | ------- | ------------------------------ |
| Tretji krog | Tekme 1 | 3.–11. oktober 2016            |
| Tretji krog | Tekme 2 | 7.–15. november 2016           |
| Tretji krog | Tekme 3 | 28. avgust – 5. september 2017 |
| Tretji krog | Tekme 4 | 28. avgust – 5. september 2017 |
| Tretji krog | Tekme 5 | 2.–10. oktober 2017            |
| Tretji krog | Tekme 6 | 6.–14. november 2017           |

## Prvi krog
Žreb za prvi krog je bil izpeljan v sklopu Svetovnega prvenstva 2018, 25. julija 2015, ob 18:00 (UTC+3), v Konstantinovsky Palace v Strelni, v Sankt Peterburgu, v Rusiji.
| Ekipa 1                  | Skupni rezultat    | Ekipa 2        | 1. tekma | 2. tekma |
| ------------------------ | ------------------ | -------------- | -------- | -------- |
| Somalija                 | 0–6                | Niger          | 0–2      | 0–4      |
| Južni Sudan              | 1–5                | Mavretanija    | 1–1      | 0–4      |
| Gambija                  | 2–3                | Namibija       | 1–1      | 1–2      |
| Sveti Tomaž in Princ     | 1–3                | Etiopija       | 1–0      | 0–3      |
| Čad                      | 2–2 (gol v gosteh) | Sierra Leone   | 1–0      | 1–2      |
| Lesoto                   | 1–1 (gol v gosteh) | Komori         | 0–0      | 1–1      |
| Džibuti                  | 1–8                | Esvatini       | 0–6      | 1–2      |
| Eritreja                 | 1–5                | Bocvana        | 0–2      | 1–3      |
| Sejšeli                  | 0–3                | Burundi        | 0–1      | 0–2      |
| Liberija                 | 4–2                | Gvineja Bissau | 1–1      | 3–1      |
| Srednjeafriška republika | 2–5                | Madagaskar     | 0–3      | 2–2      |
| Mavricij                 | 2–5                | Kenija         | 2–5      | 0–0      |
| Tanzanija                | 2–1                | Malavi         | 2–0      | 0–1      |

## Drugi krog
Žreb za drugi krog je prav tako bil izpeljan v sklopu Svetovnega prvenstva 2018, 25. julija 2015, ob 18:00 (UTC+3), v Konstantinovsky Palace v Strelni, v Sankt Peterburgu, v Rusiji.
| Ekipa 1     | Skupni rezultat | Ekipa 2              | 1. tekma | 2. tekma           |
| ----------- | --------------- | -------------------- | -------- | ------------------ |
| Niger       | 0–3             | Kamerun              | 0–3      | 0–0                |
| Mavretanija | 2–4             | Tunizija             | 1–2      | 1–2                |
| Namibija    | 0–3             | Gvineja              | 0–1      | 0–2                |
| Etiopija    | 4–6             | Kongo                | 3–4      | 1–2                |
| Čad         | 1–4             | Egipt                | 1–0      | 0–4                |
| Lesoto      | 0–2             | Gana                 | 0–0      | 0–2                |
| Esvatini    | 0–2             | Nigerija             | 0–0      | 0–2                |
| Bocvana     | 2–3             | Mali                 | 2–1      | 0–2                |
| Burundi     | 2–6             | DR Kongo             | 2–3      | 0–3                |
| Liberija    | 0–4             | Slonokoščena obala   | 0–1      | 0–3                |
| Madagaskar  | 2–5             | Senegal              | 2–2      | 0–3                |
| Kenija      | 1–2             | Zelenortski otoki    | 1–0      | 0–2                |
| Tanzanija   | 2–9             | Alžirija             | 2–2      | 0–7                |
| SND         | 0–3             | Zambija              | 0–1      | 0–2                |
| Libija      | 4–1             | Ruanda               | 1–0      | 3–1                |
| Maroko      | 2–1             | Ekvatorialna Gvineja | 2–0      | 0–1                |
| Mozambik    | 1–1 (3–4 ks)    | Gabon                | 1–0      | 0–1 (po podaljšku) |
| Benin       | 2–3             | Burkina Faso         | 2–1      | 0–2                |
| Togo        | 0–4             | Uganda               | 0–1      | 0–3                |
| Angola      | 1–4             | Južna Afrika         | 1–3      | 0–1                |

## Tretji krog
Žreb za tretji krog je potekal 24. junija 2016, ob 17:00 (UTC+2), na Sedežu CAF, v Kairu, v Egiptu.

### Kriteriji
Kot v obliki ligi, razvrstitev ekip v vsaki skupini temelji na naslednjih merilih:
1. Točke (3 točke za zmago, 1 točka za neodločen izid, 0 točk za poraz)
2. Gol razlika
3. Doseženi goli
4. Točke v tekmah med izenačenimi ekipami
5. Gol razlika v tekmah med izenačenimi ekipami
6. Doseženi goli v tekmah med izenačenimi ekipami
7. Doseženi goli v gosteh v tekmah med izenačenimi ekipami
8. Fair play točke
  - Prvi rumeni karton: minus 1 točka
  - Posredno rdeči karton (drugi rumeni karton): minus 3 točke
  - Neposredni rdeči karton: minus 4 točke
  - Rumeni karton in neposredno rdeči karton: minus 5 točk
9. Žreb s strani organizacijskega odbora FIFA.

#### Skupina A
| POZ | Ekipa    | ŠT | Z | R | P | DG | PG | GR | Točke | Opombe                               |     | Demokratična republika Kongo | Tunizija | Gvineja | Libija |
| 1   | DR Kongo | 2  | 2 | 0 | 0 | 6  | 1  | +5 | 6     | Uvrstitev na Svetovno prvenstvo 2018 | —   | T4                           | T6       | 4–0     |        |
| 2   | Tunizija | 2  | 2 | 0 | 0 | 3  | 0  | +3 | 6     |                                      | T3  | —                            | 2–0      | T6      |        |
| 3   | Gvineja  | 2  | 0 | 0 | 2 | 1  | 4  | –3 | 0     | 1–2                                  | T5  | —                            | T3       |         |        |
| 4   | Libija   | 2  | 0 | 0 | 2 | 0  | 5  | –5 | 0     | T5                                   | 0–1 | T4                           | —        |         |        |

Tekme odigrane 13. novembra 2016. Vir:FIFA

#### Skupina B
| POZ | Ekipa    | ŠT | Z | R | P | DG | PG | GR | Točke | Opombe                               |     | Nigerija | Kamerun | Zambija | Alžirija |
| 1   | Nigerija | 2  | 2 | 0 | 0 | 5  | 2  | +3 | 6     | Uvrstitev na Svetovno prvenstvo 2018 | —   | T6       | T5      | 3–1     |          |
| 2   | Kamerun  | 2  | 0 | 2 | 0 | 2  | 2  | 0  | 2     |                                      | T4  | —        | 1–1     | T5      |          |
| 3   | Zambija  | 2  | 0 | 1 | 1 | 2  | 3  | –1 | 1     | 1–2                                  | T6  | —        | T3      |         |          |
| 4   | Alžirija | 2  | 0 | 1 | 1 | 2  | 4  | –2 | 1     | T6                                   | 1–1 | T4       | —       |         |          |

Tekme odigrane 12. novembra 2016. Vir:FIFA

#### Skupina C
| POZ | Ekipa              | ŠT | Z | R | P | DG | PG | GR | Točke | Opombe                               |     | Slonokoščena obala | Maroko | Gabon | Mali |
| 1   | Slonokoščena obala | 2  | 2 | 0 | 0 | 5  | 2  | +3 | 6     | Uvrstitev na Svetovno prvenstvo 2018 | —   | T6                 | T4     | 3–1   |      |
| 2   | Maroko             | 2  | 0 | 2 | 0 | 2  | 2  | 0  | 2     |                                      | 0–0 | —                  | T5     | T3    |      |
| 3   | Gabon              | 2  | 0 | 1 | 1 | 2  | 3  | –1 | 1     | T3                                   | 0–0 | —                  | T6     |       |      |
| 4   | Mali               | 2  | 0 | 1 | 1 | 2  | 4  | –2 | 1     | T5                                   | T4  | 0–0                | —      |       |      |

Tekme odigrane 12. novembra 2016. Vir:FIFA

#### Skupina D
| POZ | Ekipa             | ŠT | Z | R | P | DG | PG | GR | Točke | Opombe                               |    | Burkina Faso | Republika Južna Afrika | Senegal | Zelenortski otoki |
| 1   | Burkina Faso      | 2  | 1 | 1 | 0 | 3  | 1  | +2 | 4     | Uvrstitev na Svetovno prvenstvo 2018 | —  | 1–1          | T4                     | T6      |                   |
| 2   | Južna Afrika      | 2  | 1 | 1 | 0 | 3  | 2  | +1 | 4     |                                      | T5 | —            | 2–1                    | T4      |                   |
| 3   | Senegal           | 2  | 1 | 0 | 1 | 3  | 2  | +1 | 3     | T3                                   | T6 | —            | 2–0                    |         |                   |
| 4   | Zelenortski otoki | 2  | 0 | 0 | 2 | 0  | 4  | –4 | 0     | 0–2                                  | T3 | T5           | —                      |         |                   |

Tekme odigrane 12. novembra 2016. Vir:FIFA

#### Skupina E
| POZ | Ekipa  | ŠT | Z | R | P | DG | PG | GR | Točke | Opombe                               |     | Egipt | Uganda | Gana | Republika Kongo |
| 1   | Egipt  | 2  | 2 | 0 | 0 | 4  | 1  | +3 | 6     | Uvrstitev na Svetovno prvenstvo 2018 | —   | T4    | 2–0    | T5   |                 |
| 2   | Uganda | 2  | 1 | 1 | 0 | 1  | 0  | +1 | 4     |                                      | T3  | —     | T5     | 1–0  |                 |
| 3   | Gana   | 2  | 0 | 1 | 1 | 0  | 2  | –2 | 1     | T6                                   | 0–0 | —     | T3     |      |                 |
| 4   | Kongo  | 2  | 0 | 0 | 2 | 1  | 3  | –2 | 0     | 1–2                                  | T6  | T4    | —      |      |                 |

Tekme odigrane 13. novembra 2016. Vir:FIFA

## Strelci
Igralci s krepko še vedno sodelujejo v tekmovanju.
4 goli
- Islam Slimani
- Fiston Abdul Razak
- William Jebor
- Moussa Maâzou
- Farouk Miya

3 goli
- Joel Mogorosi
- Yannick Bolasie
- Firmin Ndombe Mubele
- Abdallah Said
- Sandile Hlatjwako

2 gola
- Faouzi Ghoulam
- Mogakolodi Ngele
- Banou Diawara
- Préjuce Nakoulma
- Cédric Amissi
- Vincent Aboubakar
- Héldon Ramos
- Léger Djimrangar
- Thievy Bifouma
- Dieumerci Mbokani
- Ahmed Hassan Mahgoub
- Mohamed Salah
- Dawit Fekadu
- Getaneh Kebede
- Naby Keïta
- Giovanni Sio
- Michael Olunga
- Johanna Omolo
- Mohamed El Monir
- Njiva Rakotoharimalala
- Boubacar Bagili
- Cheikh Moulaye Ahmed
- Willy Stephanus
- Mahamane Cissé
- Victor Moses
- Mame Biram Diouf
- Mbwana Samatta
- Wahbi Khazri
- Winston Kalengo
- Collins Mbesuma

1 gol
- Nabil Bentaleb
- Yacine Brahimi
- Riyad Mahrez
- Carl Medjani
- El Arabi Hillel Soudani
- Gelson
- Bello Babatounde
- Stéphane Sessègnon
- Tapiwa Gadibolae
- Galabgwe Moyana
- Jonathan Pitroipa
- Bertrand Traoré
- Stéphane Mbia
- Benjamin Moukandjo
- Edgar Salli
- Eudes Dagoulou
- Junior Gourrier
- Ezechiel N'Douassel
- Mohamed M'Changama
- Hardy Binguila
- Férébory Doré
- Delvin N'Dinga
- Francis N'Ganga
- Fabrice Ondama
- Jonathan Bolingi
- Neeskens Kebano
- Michaël Nkololo
- Mohamed Liban
- Mohamed Elneny
- Rui
- Henok Goitom
- Ramkel Lok
- Gatoch Panom
- Shimelis Bekele
- Malick Evouna
- Pa Dibba
- Abdou Jammeh
- Jordan Ayew
- Wakaso Mubarak
- Seydouba Soumah
- Idrissa Sylla
- Amido Baldé
- Ibraime Cassamá
- Gohi Bi Zoro Cyriac
- Gervinho
- Jonathan Kodjia
- Jean Seri
- Ayub Masika
- Haron Shakava
- Tsepo Seturumane
- Faisal Al Badri
- Mohamed Al Ghanodi
- Abel Andrianantenaina
- Faneva Imà Andriatsima
- Johann Paul
- Michael Rabeson
- Falimery Ramanamahefa
- John Banda
- Cheick Diabaté
- Bakary Sako
- Samba Sow
- Sambou Yatabaré
- Ismaël Diakité
- Oumar N'Diaye
- Moussa Samba
- Jonathan Bru
- Andy Sophie
- Yacine Bammou
- Youssef El-Arabi
- Hélder Pelembe
- Hendrik Somaeb
- Efe Ambrose
- Kelechi Iheanacho
- Alex Iwobi
- John Obi Mikel
- Moses Simon
- Jacques Tuyisenge
- Luís Leal
- Keita Baldé Diao
- Moussa Konaté
- Cheikhou Kouyaté
- Sadio Mané
- Cheikh N'Doye
- Moussa Sow
- Alhaji Kamara
- Abdul Sesay
- Dean Furman
- Thamsanqa Gabuza
- Thulani Hlatshwayo
- Andile Jali
- Tokelo Rantie
- Thulani Serero
- Dominic Abui Pretino
- Muzi Dlamini
- Mxolisi Lukhele
- Mthunzi Mkhontfo
- Sabelo Ndzinisa
- Tony Tsabedze
- Elias Maguri
- Thomas Ulimwengu
- Aymen Abdennour
- Änis Ben-Hatira
- Syam Ben Youssef
- Saad Bguir
- Yassine Chikhaoui
- Geofrey Massa
- Lubambo Musonda

1 avtogol
- Manucho Diniz (proti Južni Afriki)
- Dieumerci Mbokani (proti Burundi)
- Salif Coulibaly (proti Slonokoščeni obali)